# Swijnenstal
Swijnenstal was een Nederlands radioprogramma dat van 2003 tot september 2006 werd gepresenteerd door radio-dj Coen Swijnenberg op de Nederlandse publieke radiozender 3FM onder leiding van NPS. Het programma werd eerst 's ochtends van 4.00 tot 6.00u uitgezonden. Later werd het programma tussen 18:00 en 20:00 voortgezet. Coen nam toen namelijk het tijdslot over van Giel Beelen, die naar de ochtend verhuisde.
Swijnenberg stopte in september 2006 met zijn programma, omdat hij voortaan de middagshow van 3FM ging presenteren in samenwerking met Sander Lantinga. Dit programma ging De Coen en Sander Show heten.
De naam van het programma leeft nog wel voort in een internetradiostation van Swijnenberg dat enkele malen per jaar op zondagavond uitzendt, in de regel samen met Domien Verschuuren en Tjitse Leemhuis. De laatste uitzending vond plaats op 4 februari 2018, toen samen met veel collega DJ’s waaronder Gerard Ekdom, Michiel Veenstra, Rob Stenders, Wouter van der Goes en Wijnand Speelman. HAEVN verzorgde de livemuziek in de uitzending.
In 2020 keerde Swijnenstal terug. Het werd de naam van de online radiozender van Coen Swijnenberg bij JUKE, onderdeel van Talpa Network (Talpa Radio).